# Клівер трикутника
Клівер трикутника — це відрізок, одна вершина якого лежить в середині однієї зі сторін трикутника, друга вершина лежить на одній з двох сторін, що залишилися, при цьому клівер розбиває периметр навпіл. Крім того, клівер паралельний бісектрисі, проведеній з протилежного до сторони кута, в середині якої бере початок клівер (див. перший малюнок).

## Властивості

Центр Шпікера трикутника є центром перетину трьох кліверів

- Кожен з кліверів проходить через центр мас периметра трикутника {\displaystyle ABC}, так що всі три клівери перетинаються в центрі Шпікера {\displaystyle S} або {\displaystyle X_{10}}.[1][2]
- Клівер паралельний одній бісектрисі відповідного кута.
- Клівер розрізає трикутник на дві фігури рівного периметра (див. другий малюнок).